# Neutaler
Neutaler (in tedesco "nuovo tallero") è il nome di alcune monete coniate in Svizzera, dal valore di 40 Batzen o 4 Franken. 
Il termine fu usato per indicare il nuovo écu francese, detto anche écu aux lauriers (lo scudo con gli allori), una moneta di grande modulo (circa 42 mm) e dal peso di circa 30 g.
Dal 1726 divennero le principali monete d'argento, valutate 38-40 Batzen. 
Con lo stesso nome furono indicati i Talleri svizzeri emessi a Berna dal 1795, dalla Repubblica Elvetica ed in seguito da molti cantoni, con un valore di 40 Batzen o 4 Franken.
Dopo la Repubblica Elvetica, Berna impresse anche una contromarca che ne indicava il valore su vecchi scudi francesi: lo scudo con l'alloro (écu aux lauriers) di Luigi XV e Luigi XVI, lo scudo della Convenzione (écu conventionel) e la moneta da sei lire (six livres). Su un lato la contromarca recava lo stemma bernese con l'orso e sull'altro l'indicazione del valore, 40 BZ. 
Anche il canton Vaud usò monete francesi con una contromarca. Le monete furono le stesse usate dal Cantone Berna. Il valore fu invece fissato in 39 Batzen. Anche a queste monete era dato il nome di Neutaler.